# 煙館

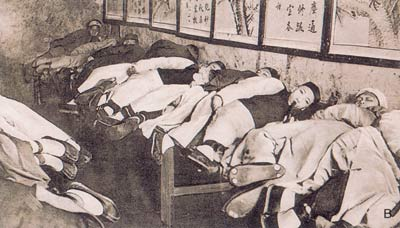
中国清朝时期的鸦片烟馆

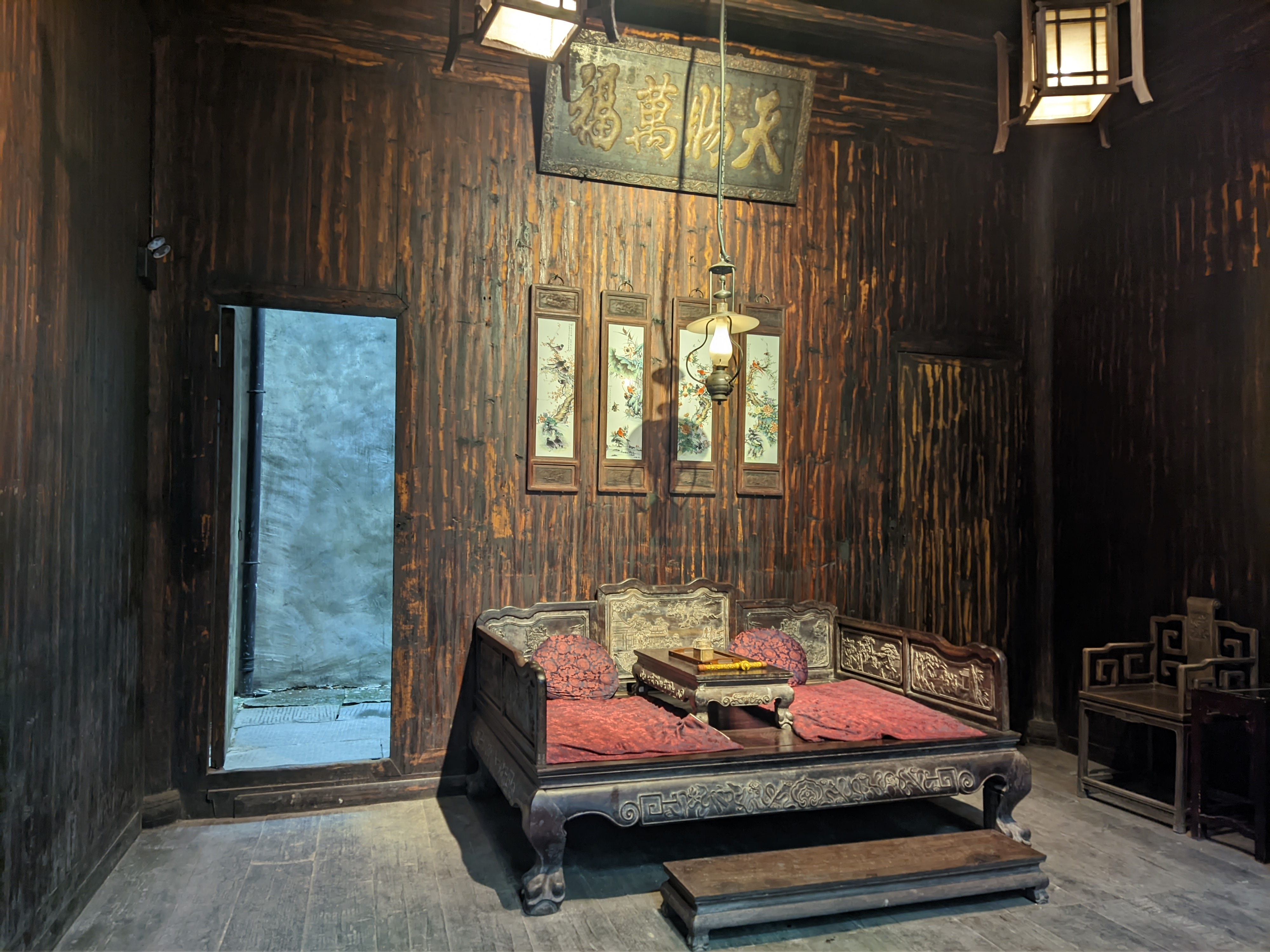
洪江的烟馆

烟馆，是提供吸食鸦片烟服务的场所。最初出现在中国沿海开放城市，如广州、上海。在清朝雍正时期，就有关于烟馆的记载。
1839年，林则徐在广东禁烟，曾经查封了广东大批烟馆。鸦片战争之后，中国政府对鸦片泛滥控制无效。除了外来鸦片，中国本土也种植和加工鸦片。到清末及民国初年，烟馆已经深入到中国内地的穷乡僻壤。清末，清政府曾與世界各國協議減少鴉片生產，清政府有確實執行，各國政府都予以肯定，但卻因為革命而停滯。
1930年代，国民政府提倡新生活运动，一度查禁烟馆，但是效果有限。1949年后，中国共产党在中国大陆地区彻底根除了烟馆。